# La bambola di carne
La bambola di carne (Die Puppe) è un film muto del 1919 diretto da Ernst Lubitsch, basato vagamente su Eine lustige Geschichte aus einer Spielzeugschachtel, un'operetta di Edmond Audran che riprende alcuni temi da Der Sandmann di E.T.A. Hoffmann.

## Trama
Lancelot, nipote del barone Chanterelle, è un ragazzo timido che non ha mai avuto rapporti con le ragazze, tanto da rifiutare le proposte di nozze dello zio, che cerca delle candidate per il nipote. Per sfuggire allo stuolo di ragazze che arrivano per contendersi la sua mano, Lancelot si rifugia in un monastero, dov'è sicuro di non trovare alcuna donna. I monaci gli propongono un trucco per liberarsi dell'ingerenza dello zio (che prevede di dargli una ricchissima dote al momento del matrimonio): quello di sposarsi con uno degli automi di Hilarius, un  costruttore di bambole. Lancelot, sollevato, accetta e va a scegliere la bambola. L'automa, però, si rompe ed è così che  Ossi, la figlia di Hilarius, ragazza vivace e piena di verve, prende il posto della bambola, fingendo di essere lei l'automa. Le nozze hanno luogo e l'ignaro Lancelot si trova a essere sposato a sua insaputa con una ragazza in carne e ossa. Quando lo scoprirà, però, ormai il giovane è innamorato della sua "bambola" e, nonostante la sorpresa, sarà felice di avere una moglie vera.

## Produzione
Il film fu prodotto dalla Projektions-AG Union (PAGU).

## Distribuzione
Distribuito dall'UFA, uscì nelle sale cinematografiche tedesche dopo una prima berlinese tenuta il 5 dicembre 1919 all'Ufa-Palast am Zoo.
Nel 2010, la pellicola è stata proiettata al Festival di Locarno, nell'ambito di una retrospettiva dedicata a Lubitsch.